# Rabies (film 1958)
Rabies è un film del 1958 per la televisione diretto dal regista svedese Ingmar Bergman.

## Trama
Il dottor Svenningsson invita a visionare alcune scene della vita umana:
Scena prima. Il negoziante Sixten Garberg e la sua amante Jenny hanno un battibecco a proposito dei più o meno seri impegni che l'uomo avrebbe preso riguardo al loro matrimonio.
Scena seconda. Jenny incontra sulla spiaggia la sua vecchia compagna di scuola Eivor, che le magnifica le qualità del suo promesso sposo Erik, pur ammettendo che egli soffra saltuariamente di problemi nervosi e sia d'indole piuttosto malinconica. Quando Erik le raggiunge appare che Jenny abbia tentato di impadronirsi del braccialetto d'oro di Eivor.
Scena terza: Erik ed Eivor ospitano nella loro casa, in campagna, la zia materna di Erik ed il figlio di lei, il cugino Knut. Erik espone la sua pessimistica visione della natura e della vita, intesa come un'incessante e crudele tentativo di sopraffazione di tutti verso tutti, in una sorta di comportamento da cane rabbioso (Rabies = rabbia, idrofobia). La zia oscilla fra un comportamento paternalistico e un'attitudine offesa; Eivor, apprensiva e dimessamente taciturna, ascolta in silenzio; e Knut interloquisce con rari motti di spirito.
Scena quarta: Knut, sergente dell'esercito, bullizza i suoi subalterni, alla presenza del furiere Sven.
Scena quinta. Sven è l'istitutore del giovane Rolf, il figlio di un grosso mercante, e lo tormenta con pedantesche domande su un argomento di storia. Il grosso mercante interviene: egli è in parte d'accordo con Sven, ma nello stesso tempo lo caccia di casa.
Scena sesta. Rolf, nella bottega di Sixten, sfida con arroganza il negoziante a proposito di alcune fatture apparentemente emesse in modo irregolare.
Epilogo. Il grosso mercante ha riunito presso di sé tutti i personaggi delle scene precedenti, ed annuncia di aver affidato al dottor Svenningsson il compito di dirimere i dissapori che sono nati fra di essi. Svenningsson interviene, ma appare che non si possa giungere ad un appianamento. L'unica cosa che il dottor Svenningsson si sente di affermare come problematica conclusione è: "le sofferenze della vita sono forse alleviate dalle lamentele dei propri simili?", il che lascia i presenti in uno stato di perplessità.